# DR VokalEnsemblet
Il DR VokalEnsemblet (per esteso Danmarks Radio VokalEnsemblet, noto anche con il nome inglese Danish National Vocal Ensemble) è un gruppo vocale a cappella danese patrocinato dalla DR, la radiotelevisione di stato danese.

## Storia
Il gruppo è composto da diciotto cantanti, scelti tra i migliori della Danimarca. Il DR VokalEnsemblet è strettamente legato alla musica danese e nordica: compositori come Per Nørgård e Sven-David Sandström hanno scritto brani appositamente per questo coro.
Swede Olof Boman ha diretto il gruppo dal 2011, per poi essere sostituito a partire dalla stagione del 2014 da Marcus Creed.
Ognuno dei diciotto coristi è anche in grado di ricoprire un ruolo da solista. Questo fattore, unito alla capacità di organizzarsi all'occorrenza in raggruppamenti minori, determina la versatilità del gruppo. Il DR VokalEnsemblet vanta un ampio repertorio che copre diversi ambiti della musica corale, da musica composta da contemporanei, fino alla musica rinascimentale.
Ogni anno il DR VokalEnsemblet si esibisce in concerti sia a cappella che accompagnato dalla DR SymfoniOrkestret (Orchestra Sinfonica Nazionale Danese) e la DR UnderholdningsOrkestret (Orchestra da camera Nazionale Danese). Il coro collabora anche con altre formazioni musicali danesi, come l'orchestra barocca Concerto Copenhagen, e straniere, come la NDR Sinfonieorchester (l'orchestra sinfonica della Norddeutscher Rundfunk) di Amburgo, la svedese Malmö SymfoniOrkester e la norvegese Bergen Filharmoniske Orkester.
Per alcuni progetti il DR VokalEnsemblet chiede il sostegno di alcuni coristi del DR KoncertKoret.